# سازمان ۵۰۱ (سی)
یک سازمان ۵۰۱ (سی) (انگلیسی: 501(c) organization) یک سازمان ناسودبر معاف از مالیات در ایالات متحده آمریکا است. بخش ۵۰۱(سی) از قانون درآمد داخلی ایالات متحده بیان می کند که ۲۹ نوع سازمان غیرانتفاعی از برخی مالیات‌های بر درآمد فدرال معافند. بخش ۵۰۳ تا ۵۰۵ مجموعه‌ای از الزامات مورد نیاز برای کسب چنین معافیتی را برمی‌شمرند. بسیاری از ایالت‌ها برای تعاریف سازمان معاف از مالیات ایالتی نیز به تعاریف بخش ۵۰۱(سی) مراجعه می‌کنند. سازمان‌های ۵۰۱(سی) می‌توانند از افراد و شرکت‌ها و اتحادیه‌های کارگری به طور نامحدود کمک مالی دریافت کنند. رایج‌ترین نوع سازمان ناسودبر معاف از مالیات ذیل بخش ۵۰۱(سی)(۳) قرار می‌گیرد و در آن سازمان ناسودبر در صورتی از مالیات بر درآمد فدرال معاف می‌شود که فعالیت‌هایش مقاصد خیریه، مذهبی، آموزشی، علمی، ادبی، آزمودن به منظور ایمنی عمومی، پیشبرد رقابت‌های ورزشی آماتوری، یا پیشگیری از خشونت علیه کودکان یا حیوانات باشد. دسته‌بندی‌های ۵۰۱(سی)(۴) و ۵۰۱(سی)(۶) برای سازمان‌های غیرانتفاعی دارای فعالیت سیاسی است که به طور فزاینده‌ای از انتخابات ریاست جمهوری سال ۲۰۰۴ به بعد مهم شده‌اند.